# Biloxi
Los biloxi son una tribu amerindia de la reserva Siouan. Se llaman a sí mismos Tanêks(a). Cuando fueron encontrados por primera vez por los europeos en 1699, los biloxi habitaban un área cercana a la costa del golfo de México en la vecindad de la actual ciudad de Biloxi, Misisipi. Finalmente se trasladaron hacia el oeste a Luisiana y el este de Texas. Hoy en día, un pequeño grupo de gentes biloxi comparten una pequeña reserva con los tunica, una tribu no relacionada, en Marksville, Luisiana. El idioma biloxi —Tanêksąya ade— ha estado extinto desde los años 1930 cuando la última persona que hablaba nativamente parcialmente el idioma, Emma Jackson, murió.
Como la mayoría de gentes de tradición oral que no mantenía registros, poco se sabe de la historia biloxi anterior a su contacto con los europeos. La expedición Hernando de Soto de 1540 aparentemente no se encontró con los biloxi, a menos que fuese bajo otro nombre, debido a que no se les hace mención alguna en los registros de la expedición española. El primer contacto que se conoce que tuvieron con los europeos fue en 1699 cuando se toó con ellos el franco-canadiense Pierre Le Moyne d'Iberville que estaba estableciendo la colonia francesa de Luisiana. Los biloxi contaron a d'Iberville que anteriormente habían sido bastante numerosos, pero que habían sido severamente diezmados por una epidemia (la viruela) que dejó una ciudad completa abandonada y en ruinas.
Los biloxi restantes fueron luego encontrados en partes de sudeste, incluyendo Luisiana y Texas, a menudo viviendo con otras tribus como los caddo, los choctaw, y más recientemente, los tunica.
Aunque son históricamente de origen sioux, los biloxi incluyeron muchos rasgos del sudeste en su cultura. Vivían en cabañas hechas con barro y techos cubiertos de corteza de árbol. Poco se sabe de su estilo de vida, aunque se puede inferir de las palabras de su lenguaje que llevaban ropas de piel de animales, particularmente de bisonte americano y ciervo, al menos cuando hacía frío. Construían herramientas y utensilios de cuernos de bisonte y ciervo. Algunos biloxi tenían tatuajes faciales y llevaban pendientes y/o anillos en la nariz. Adoptaron el uso de la cerbatanas para cazar de sus vecinos los choctaw.
Típico de las tribus del sudeste, los biloxi guardaban muchas reverencia a sus jefes. Aunque se sabe poco de las práctica funerarias entre los miembros comunes de la tribu, los cuerpos de los jefes fallecidos eran secados con fuego y humo. Los cuerpos preservados se colocaban en una posición vertical en postes rojos en el suelo cerca del centro del interior de un templo. El último jefe fallecido sería puesto en una plataforma cerca de la entrada del templo y los miembros de la tribu le ofrecerían diariamente comida.